# Direção-Geral dos Transportes (Suécia)
A Direção-Geral dos Transportes (em sueco:  Transportstyrelsen) é uma agência governamental sueca, subordinada ao Ministério da Economia.
Está vocacionada para gerir os assuntos relacionados com o tráfego rodoviário, aéreo, marítimo e ferroviário.

A sede da agência está localizada na cidade de Norrköping, com agências em 13 localidades, com destaque para Borlänge e Örebro.
Foi fundada em 2009, através da fusão das direções gerais dos transportes ferroviários, dos transportes aéreos, dos transportes marítimos e da circulação rodoviária.